# スカレーア
スカレーア（イタリア語: Scalea）は、イタリア共和国カラブリア州コゼンツァ県にある、人口約11,000人の基礎自治体（コムーネ）。

## 名称
日本語文献では「スカレア」と表記されることもある。

## 地理

### 位置・広がり

#### 隣接コムーネ
隣接するコムーネは以下の通り。
- オルソマルソ
- サン・ニコーラ・アルチェッラ
- サンタ・ドメーニカ・タラオ
- サンタ・マリーア・デル・チェドロ